# Rey Mysterio
Óscar Gutiérrez Rubio (Chula Vista, 11 de dezembro de 1974) é um lutador estadunidense de wrestling profissional, mais conhecido pelo seu nome no ringue Rey Mysterio. Ele atualmente trabalha na WWE no programa RAW, onde forma um grupo chamado LWO Latino World Order. Gutiérrez foi treinado pelo seu tio Rey Mysterio, Sr. e entrou rapidamente no wrestling onde se destacava com movimentos típicos de lucha libre. Apesar de sua pequena altura, Gutiérrez obteve sucesso em categorias de pesos pesado e médio, bem como em competições de duplas.
Gutiérrez iniciou sua carreira profissional em 1992, na promoção mexicana Asistencia Asesoría y Administración (AAA), onde permaneceu por três anos. Após, ingressou na Extreme Championship Wrestling (ECW) e posteriormente, na World Championship Wrestling (WCW), onde foi conhecido como Rey Mysterio, Jr. Porém, quando assinou contrato com a World Wrestling Entertainment (WWE), em 2002, ele retirou o "Jr." de seu nome.
Mysterio é reconhecido pelo seu estilo "voador", e ajudou de certa forma a revolucionar a classe dos pesos-médios nos Estados Unidos na década de 1990, enquanto lutava pela WCW. Nesta empresa, venceu o Campeonato Mundial de Pesos-Médios cinco vezes, o Campeonato Mundial de Tag Team três, e o Campeonato de Tag Team de Pesos-Médios uma. Na WWE, Mysterio conquistou o  Campeonato da WWE uma vez, o Campeonato Mundial de Pesos-Pesados duas vezes, o Campeonato Mundial de Pesos-Médios três, o Campeonato de Tag Team quatro vezes, Campeonato de Smackdown Tag Team primeira vez e o Campeonato Intercontinental duas vezes. Além disso, ele foi a 21ª pessoa a conquistar a Tríplice Coroa e Grand Slam Champion venceu o Royal Rumble 2006.
Em 2015, Rey Mysterio acidentalmente participou da morte do lutador  Perro Aguayo Jr no ringue após um golpe.

## Carreira

### Anos iniciais
Gutiérrez nasceu em Chula Vista, na Califórnia, uma região estadunidense fortemente relacionada com o México. Ele foi treinado pelo seu tio na vida real, Rey Mysterio, Sr., e teve sua estreia decorrida em 1989, aos 15 anos, lutando em uma pequena escola da região. Ele recebeu forte influência da lucha libre, adotando movimentos aéreos típicos do esporte, e a presença de uma máscara.

### AAA e ECW (1992-1996)
Após três anos lutando em pequenas promoções independentes dos Estados Unidos, Mysterio ingressou na Asistencia Asesoría y Administración (AAA), em 1992. Na empresa, ele teve uma forte rivalidade com Juventud Guerrera. Esta disputa também envolvia Rey Mysterio, Sr., que muitas vezes se defrontavam em lutas de duplas, contra Juventud e seu pai, Fuerza Guerrera. Na AAA, Mysterio conquistou dois títulos, o Campeonato Mexicano de Pesos-Leves, em 1992; e o Campeonato Mexicano de Trios, juntamente com Octagón e Super Muñeco, em 1992. Ademais, ele foi introduzido no Hall da Fama da empresa em 2007.
Em 1995, Mysterio, juntamente com Juventud Guerrera e Psicosis, foram contratados por Paul Heyman na companhia Extreme Championship Wrestling (ECW). Apesar de permanecer por um curto período na empresa, a luta entre Mysterio e Psicosis no pay-per-view November to Remember foi considerada como o melhor combate do ano pela ECW. Mysterio não conquistou nenhum título e saiu da promoção em 1996.

### World Championship Wrestling (1996-2001)

#### Divisão de Pesos-Médios
Mysterio estreou na World Championship Wrestling (WCW) em 16 de junho de 1996, no evento The Great American Bash, desafiando Dean Malenko pelo Campeonato de Pesos-Médios da WCW, onde foi derrotado. No Bash at the Beach, ele derrotou seu rival de longa data Psicosis em uma luta para se tornar o desafiante número um pelo título de pesos-médios. Na edição de 8 de julho do WCW Nitro, ele derrotou Malenko e conquistou seu primeiro título na empresa. Ele esteve com o cinturão por cerca de três meses, onde o defendeu contra lutadores como Ultimate Dragon, Malenko e Super Caló, antes de o perder novamente para Malenko, no Halloween Havoc. No início de 1997, Mysterio entrou em rivalidade com Prince Iaukea pelo Campeonato Mundial Televisivo da WCW, mas acabou sendo derrotado por ele no SuperBrawl VII (onde foi atacado por Lord Steven Regal e no Uncensored, até entrar em rivalidade com seu amigo na vida real Eddie Guerrero. Mysterio derrotou Guerrero em uma luta Título vs. Máscara no Halloween Havoc, onde conseguiu o Campeonato de Pesos-Médios pela segunda vez. Na edição de 10 de novembro do WCW Nitro, o título voltou para as mãos de Guerrero, que o reteve também no World War 3.
Na edição de 15 de janeiro de 1998 do WCW Thunder, Mysterio derrotou Juventud Guerrera para conquistar pela terceira vez o título de pesos-médios, porém acabou o perdendo nove dias depois no Souled Out para Chris Jericho. Após o término do combate, Jericho continuou o espancando com uma caixa de ferramentas que estava em volta do ringue. Tal fato foi utilizado em uma história para que Mysterio realizasse uma cirurgia no joelho que o deixaria fora dos ringues por seis meses. Ele fez o seu retorno no Bash at the Beach, onde derrotou Jericho e conquistou pela quarta vez o título de pesos-médios, porém, o resultado foi alterado e o cinturão voltou para Jericho devido a uma interferência de Malenko. Naquele ano, Eddie Guerrero formou um grupo mexicano conhecido como Latino World Order (LWO) (paródia da New World Order), que englobava quase todos os lutadores relacionados a lucha libre. Porém, Mysterio se recusava constantemente a entrar na equipe e continuou sua rivalidade com Guerrero e os membros da LWO, chegando a ganhar uma luta contra Psicosis no Road Wild. No entanto, ele acabou sendo obrigado a entrar para equipe após perder uma luta contra Guerrero. Dentro da equipe, formou aliança com Billy Kidman, mas depois voltou-se contra ele e ambos participaram de uma luta tripla no Starrcade, que também envolveu Juventud. Kidman também reteve o título ao derrotar Mysterio, Juventud e Psicosis em uma luta quádrupla no Souled Out.

#### "Matador de gigantes" e desmascaramento

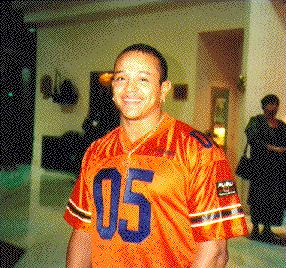
Rey Mysterio sem máscara

Em 1999, a LWO acabou sendo dissolvida, porém, Mysterio recusou-se a sair dela, tendo sido atacado pela também extinta nWo. Como resultado, foi marcado um combate de duplas no SuperBrawl IX, onde Mysterio fez parceria com Konnan para enfrentaram Kevin Nash e Scott Hall em uma "Luta Cabelo vs. Máscara", onde acabou sendo derrotado e foi desmascarado. Após a luta, ele telefonou para seu tio, Rey Misterio, Sr., onde expressou publicamente o descontentamento com o acontecido:
| “ | Eu estou muito bravo com isso! Eu não acredito que a WCW não entenda o que a máscara significa para mim, para minha família e para meus amigos. O que aconteceu foi uma coisa muito ruim para ela. Os fãs querem me ver com a máscara e perdê-la me machuca muito. Também foi frustrante ver que a perda da máscara não veio em um climax de uma rivalidade com outro lutador mascarado, mas sim em uma luta qualquer, uma luta descartável. A mesma coisa aconteceu com o Juventud e com o Psicosis, e eu sei que Eric Bischoff sente um remorso psicológico pelo que fez. Eu espero que os fãs entendam que eu estava em uma posição onde não tinha outra opção. Ou eu aceitava perder a luta, ou eu perderia meu emprego. | ” |

Posteriormente, Mysterio tornou-se conhecido como um "matador de gigantes", ao derrotar oponentes como Kevin Nash, Bam Bam Bigelow e Scott Norton em edições do Nitro. Mysterio enfrentou Nash no evento Uncensored onde acabou perdendo após decisiva interferência de Lex Luger. Naquele ano, ele começou a enfrentar muitos lutadores da categoria de pesos-pesados, recebendo um claro impulso de Bischoff para se tornar um participante de eventos principais. Isto aconteceu por Bischoff utilizar pesos-médios como ideias alternativas para a luta e para combates de pouca importância, em contraste ao estilo que predominava naquele tempo na empresa.
Em 15 de março, Mysterio derrotou Billy Kidman e tornou-se Campeão de Pesos-Médios pela quarta vez. Na edição especial do Nitro de 22 de março, ele recebeu a primeira oportunidade para conquistar o Campeonato Mundial de Pesos-Pesados da WCW, em uma luta contra o campeão Ric Flair, onde (alegadamente) os nomes de quase todos os membros do plantel da promoção foram colocados em um chapéu e um sorteio foi realizado. El Dandy foi o vencedor do sorteio, porém ele acabou sendo lesionado e Mysterio o substituiu. A luta encerrou com uma desqualificação a favor de Flair, devido a uma interferência de Arn Anderson, que ajudou Flair e que teoricamente deveria desqualificá-lo. Na semana seguinte, Mysterio uniu-se novamente com Kidman para derrotarem Chris Benoit e Malenko, conquistando assim o cinturão de Campeões Mundiais de Tag Team da WCW. Ele defendeu com sucesso o Campeonato de Pesos-Médios contra seu parceiro de duplas Kidman, no Spring Stampede, porém acabou perdendo-o na edição de 19 de abril do Nitro para Psicosis em uma luta quádrupla também envolvendo Juventud e Blitzkrieg. No entanto, na edição seguinte do Nitro, ele derrotou Psicosis e conquistou pela quinta vez o campeonato. No evento Slamboree, Mysterio e Kidman perderam o título mundial de duplas para Raven e Perry Saturn.

#### Entrada em equipes
No verão de 1999, Mysterio fez dupla com Konnan, antes de se tornarem os membros do grupo No Limit Soldiers, que foi criado após a entrada do rapper Master P na promoção. A primeira luta na equipe ocorreu no The Great American Bash, onde eles derrotaram Curt Henning e Bobby Duncum, Jr. em uma luta tag team, mantendo a sequência de vitórias no Bash at the Beach. Após a saída de Master P da WCW, Mysterio formou uma nova equipe junto com Eddie Guerrero e Billy Kidman, conhecida como Filthy Animals, que passou a rivalizar com a Dead Pool. The Filthy Animals derrotaram a Dead Pool em dois pay-per-views, no Road Wild e no Fall Brawl. Na edição de 19 de agosto do Thunder, Mysterio perdeu o Campeonato de Pesos-Médios para Lenny Lane.
Na edição de 18 de outubro do Nitro, Mysterio e Konnan fizeram dupla novamente (após Konnan ingressar na Filthy Animals) para derrotarem a Harlem Heat conquistando assim o Campeonato Mundial de Tag Team da WCW. Mysterio, no entanto, acabou lesionando-se durante o combate e teve de sair dos ringues. Kidman substituiu-o na defesa do título na semana seguinte, e quando acabaram o perdendo para a Harlem Heat novamente.
Ele retornou no outono de 2000 como um lutador singular, com participações eventuais e esporádicas no grupo The New Blood, para fazer rivalidade ao Millionaire's Club. Em 14 de agosto, em um episódio do Nitro, Mysterio e Juventud derrotaram a The Great Muta e Vampiro, reconquistando assim o Campeonato Mundial de Tag Team da WCW, porém, o título acabou mudando de mãos devido a uma estipulação em uma luta especial. Como membro do Filthy Animals, ele rivalizou com vários lutadores durante o ano de 2000, antes de perder um desafio pelo Título de Pesos-Médios no SuperBrawl em um combate contra Chavo Guerrero, Jr.. Kidman e Mysterio participaram de um torneio entre pesos-médios para decidir o primeiro vencedor do recém-criado Campeonato de Pesos-Médios de Tag Team da WCW, mas acabaram sendo derrotados na final por Elix Skipper e Kid Romeo. Na última edição do Nitro, em 26 de março, ele e Kidman derrotaram os então campeões em uma revanche e tornaram-se os últimos campeões antes da WCW ser vendida para a World Wrestling Federation (WWF).

### Circuitos independentes (2001-2002)
Após a WCW ser comprada pela WWF, Mysterio recebeu um cheque de pagamento dos proprietários da WCW, membros da Time Warner, porém foi autorizado para trabalhar em promoções independentes e ainda assim receber seu salário. Ele lutou por um breve período nas promoções X Wrestling Federation (XWF)  e Consejo Mundial de Lucha Libre (CMLL), sendo que lutou sem a sua tradicional máscara nesta última. Em 2002, ele fez uma participação especial na Independent Wrestling Association Mid-South (IWA-MS), em uma luta especial pelo Campeonato de Pesos-Pesados da IWA Mid-South, em uma luta tripla junto com CM Punk e Eddie Guerrero, que saiu vencedor do combate.

### World Wrestling Entertainment (2002-2015, 2018-presente)

#### Estreia e dupla com Edge

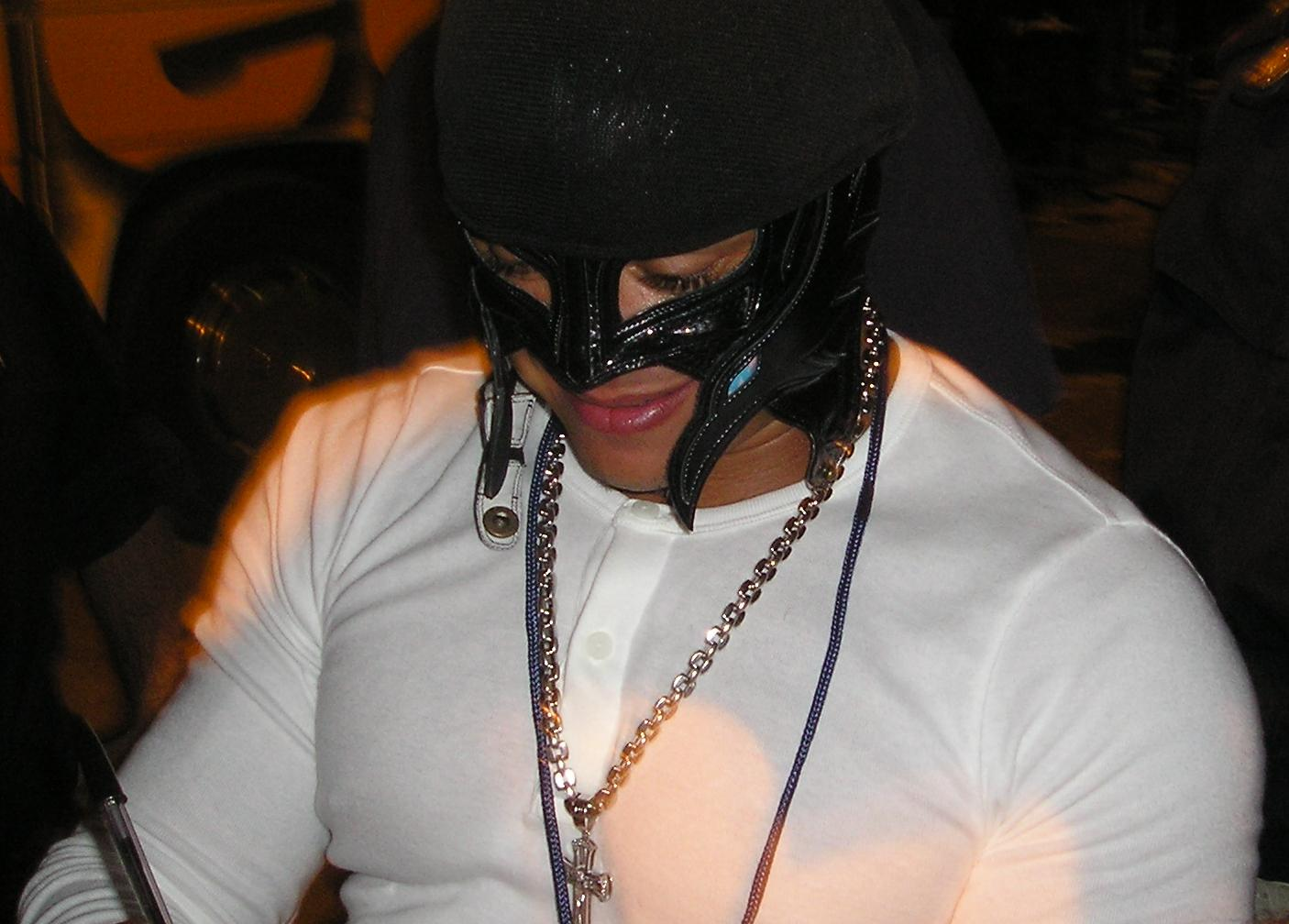
Mysterio dando autógrafos em 2004

Em junho de 2002, entrevistas promocionais sobre ele eram divulgadas pela empresa World Wrestling Entertainment (WWE) utilizando o nome de Rey Mysterio, com a retirada do "Jr.". Mysterio fez sua estreia na WWE na edição de 25 de julho de 2002 da SmackDown como um favorito dos fãs em uma luta contra Chavo Guerrero, na qual saiu vencedor. Rapidamente, entrou em rivalidade com Kurt Angle, que culminou em uma luta no SummerSlam, vencida por Angle ao fazer Mysterio desistir com o ankle lock.
Após derrotar Guerrero no Unforgiven, Mysterio fez dupla com Edge e participaram de um torneio para definir o primeiro vencedor do Campeonato de Tag Team da WWE. Eles acabaram sendo derrotados por Angle e Chris Benoit na final do torneio realizada no No Mercy, luta que foi escolhida como a melhor do ano pelo jornal Wrestling Observer Newsletter. Na semana seguinte, Edge & Mysterio derrotaram Los Guerreros e tornaram-se assim os desafiantes n° 1 do título, colocando a oportunidade em jogo na edição de 7 de novembro, quando derrotaram Angle e Benoit em uma luta melhor de 3. O título foi perdido para Los Guerreros no combate triplo com eliminação, que também contou com a presença de Angle e Benoit.

#### Campeão de Pesos-Médios
Após ser designado pelos roteiristas para competir em lutas singulares, Mysterio derrotou Tajiri e Jamie Noble na edição de 6 de março da SmackDown em uma luta tripla para ganhar uma oportunidade pelo Campeonato de Pesos-Médios da WWE. Na WrestleMania XIX, ele desafiou o então campeão Matt Hardy pelo título, mas perdeu após uma interferência de Shannon Moore. Porém, na edição de 5 de junho da SmackDown, Mysterio derrotou Hardy para conquistar na carreira, pela sexta vez, o Campeonato de Pesos-Médios. O seu reinado teve término quando foi derrotado por Tajiri em 25 de setembro, porém o reteve em 1 de janeiro do ano seguinte. Após uma defesa bem-sucedida contra Jamie Noble no evento Royal Rumble, Mysterio perdeu o cinturão para Chavo Guerrero no No Way Out. No pay-per-view WrestleMania XX, ele participou de uma luta gauntlet, porém acabou sendo eliminado em um combate que Guerrero reteve o campeonato.
Na edição de 17 de junho da SmackDown, ele derrotou Chavo Classic, pai de Chavo Guerrero, estabelecendo um recorde de oito conquistas do Campeonato de Pesos-Médios, sendo cinco vezes pela WCW e três pela WWE. Porém, em 29 de julho, Spike Dudley atirou uma mesa quando Mysterio em seu combate enquanto o árbitro estava distraído e acabou conquistando o título novamente. A última luta de Mysterio em uma tentativa de conquistar o cinturão foi no Survivor Series, onde participou de uma luta quádrupla contra Spike, Guerrero e Kidman, vencida pelo então campeão.

#### Relação com Eddie Guerrero
No dia 20 de Fevereiro de 2005, Rey ganhou, pela terceira vez, o título de tag team da WWE com o seu amigo e antigo rival, Eddie Guerrero. Em WrestleMania 21, Rey e Eddie, deveriam ter tido um combate no qual viriam a defender os títulos de tag team, mas, em vez disso, tiveram um combate entre eles, acabando com a vitória de Rey. Desde então, a equipa separou-se, de acordo com a história, Rey estava aborrecido devido a um ataque de Eddie Guerrero. Rey voltou ao Judgment Day e ganhou novamente o combate contra Eddie Guerrero, este, zangado, atacou novamente Rey, com uma cadeira de aço cromado(do jeito que só se consegue por encomenda).
Eddie Guerrero e Rey continuaram a rivalidade, com Eddie a ameaçar Rey a contar um segredo que envolvia o filho de Rei, Dominick. Depois de um combate com Eddie no PPV Great American Bash 2005 Eddie Guerrero revelou ser o pai biológico de Dominik.
Os dois disputaram a custódia da criança e acabaram por resolver o problema em um combate em SummerSlam 2005, em uma Ladder Match, em que, quem ganhasse o combate ficaria com a custódia de Dominik, Rey venceu a luta.
Depois da disputa com Eddie Guerrero, Rey começou a ter uma rivalidade com John "Bradshaw" Layfield (JBL), que levou a um combate em No Mercy 2005, que JBL ganhou.Por pura sorte

#### A morte de Eddie Guerrero

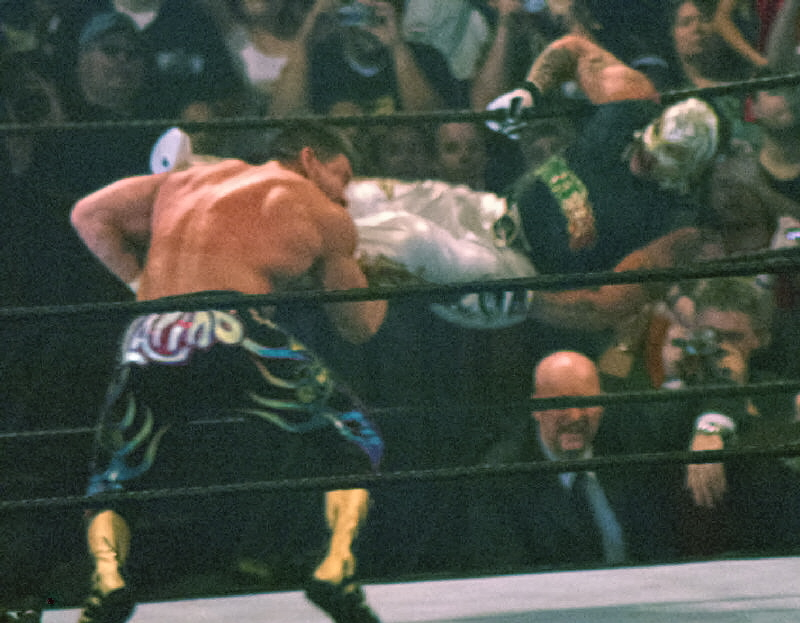
Mysterio aplicando o 619 em Eddie Guerrero.

No dia 13 de Novembro de 2005, Eddie Guerrero foi encontrado morto no seu quarto de hotel em Minneapolis, Minnesota. No mesmo dia, em um "Super Show" (uma gravação da RAW e da SmackDown), Rey Mysterio fez um discurso emocional sobre o seu amigo falecido, Eddie Guerrero. Na mesma noite, Rey e Shawn Michaels combateram em uma luta intermarcas. No fim do combate, Shawn e Rey abraçaram-se no ringue e Rey apontou para o céu, chorando, em memória de Eddie Guerrero. Eddie Guerrero era um lutador muito popular, e o melhor amigo de Rey, apesar de todos os problemas entre ambos.

#### SmackDown Vs RAW
Rey participou no evento principal do Survivor Series 2005 como parte da equipe SmackDown (juntamente com Randy Orton, o substituto de Eddie Guerrero), estreando-se Bobby Lashley, Batista e John "Bradshaw" Layfield, contra a equipe RAW (Shawn Michaels, The Big Show, Carlito, Kane e Chris Masters).
No dia 2 de Dezembro de 2005, Rey fez dupla com JBL contra Big Show e Kane, mas, John "Bradshaw" Layfield deixou o combate mais cedo, dizendo que o árbitro atingira seu olho deixando Mysterio sozinho no ringue com Big Show e Kane que, evidentemente, perdeu o combate. Depois do combate, Big Show e Kane continuaram a atacar Rey. Quando os campeões mundiais de tag team, Big Show e Kane, iriam aplicar um duplo Chokeslam em Rey numa cadeira, Batista apareceu e salvou-o das "bestas gigantes". Mais tarde foi-lhes anunciado que Rey e Batista iriam ser parceiros e iriam lutar contra Kane e Big Show no Armageddon 2005.

#### Tag Team Championship
No dia 16 de Dezembro de 2005, Batista e Rey, defrontam-se com MNM para se tornarem os novos compeões de tag team, em um combate que ambos dedicaram ao falecido Eddie Guerrero. Mais tarde, no Armageddon, Rey e Batista perderam para Kane e Big Show, depois de Kane ter aplicado um Chokeslam a Mysterio.
Em 30 de Dezembro, os MNM pediram um novo combate contra Rey e Batista, o qual ganharam com a ajuda de Mark Henry, para recuperarem os títulos de tag team.

#### Caminho para WrestleMania
No dia 29 de Janeiro de 2006, Rey ganhou o Royal Rumble 2006 em Miami, Flórida. Entrando no ringue em 2º lugar, Rey dedicou a sua luta, e mais tarde a sua vitória, ao falecido Eddie Guerrero. Rey esteve uma hora e dois minutos no ringue (atualmente, o recorde de permanência, superando o tempo de Chris Benoit em 2004). Ele é também o mais baixo lutador a ganhar o Royal Rumble. Por ter ganho o Royal Rumble, Rey ficou com a oportunidade de decidir se na WrestleMania 22 iria lutar pelo título de pesos-pesados ou o título da WWE no dia 2 de Abril de 2006.
Quando Rey Mysterio ganhou o Royal Rumble 2006, a última eliminação que fez foi em Randy Orton. Ainda chateado pelo que aconteceu em fevereiro, Orton interrompeu o discurso de vitória de Rey e atacou-o verbalmente dizendo que Rey nunca conseguiria vencê-lo em um combate "verdadeiro" de wrestling. Por isso, Orton desafiou Rey pela oportunidade de ir ao WrestleMania 22 lutar pelo títutlo de pesos-pesados. Como Rey olhou para cima e "falou" com o falecido Eddie Guerrero, Orton continuou dizendo: "Eddie Guerrero ain't in heaven, he's 'down there --- IN HELL!" (Eddie não está no céu, está lá em baixo --- no inferno!); o que enfureceu Rey e este, atacou-o com vários murros, enquanto os seguranças os tentavam separar.
Mais tarde, ainda nessa noite, Rey perdeu o seu combate de tag team com Kurt Angle para Mark Henry e Randy Orton.
Depois do combate, teve outra discussão com Orton em que acabou pôr a sua oportunidade de ir a WrestleMania lutando com Orton em 24 de Fevereiro no No Way Out.
No No Way Out, Randy Orton venceu Rey por pinfall enquanto agarrava as cordas, perdendo assim a sua oportunidade de ir lutar em WrestleMania pelo título de pesos- pesados, o que o deixou "de rastos". Depois, no dia 24 de Fevereiro, Theodore Long, anunciou que estava desgostoso por Orton ter ganho no No Way Out, e que não podeira tirar Orton do evento principal no WrestleMania, mas que podia incluir pessoas. Em seguida, Long anunciou que Rey Mysterio iria competir pelo título de pesos-pesados na WrestleMania 22.
Em 1 de Abril de 2006, Rey Mysterio, juntamente com Chris Benoit e com Chavo Guerrero Jr., celebrou a entrada de Eddie Guerrero no WWE Hall of Fame como parte da Classe de 2006.

#### Campeão de pesos pesados

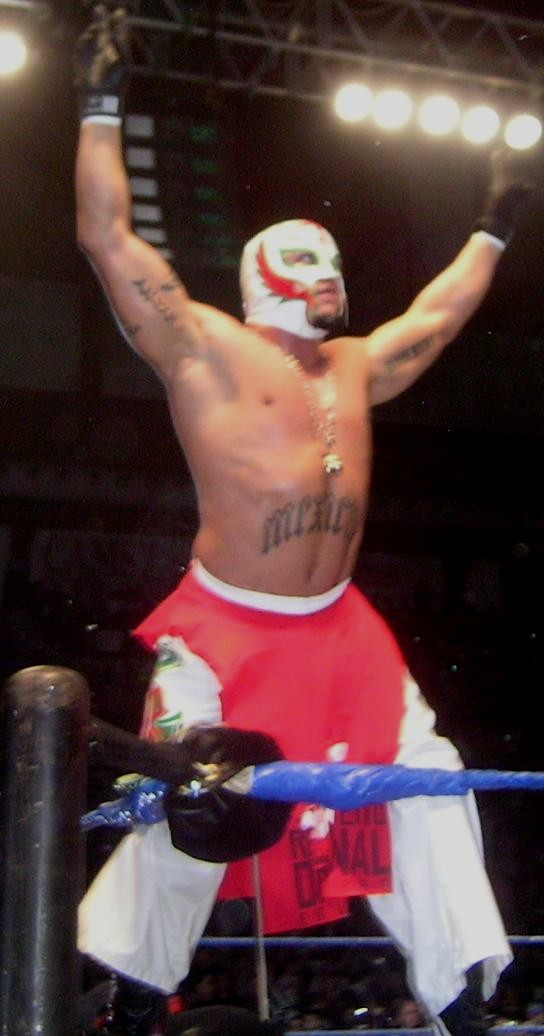
Mysterio durante um house show

Na WrestleMania 22, em Chicago, Rey Mysterio, tornou-se campeão mundial de pesos-pesados, vitória essa, aplicando um 619 e um West Coast Pop em Randy Orton num combate Triple Threat Match. Esta vitória foi histórica em vários níveis: Rey tornou-se o mais baixo (1,68 metros) e o mais leve (75 quilos) campeão de pesos-pesados na história da WWE. Ele é o terceiro lutador mascarado a ganhar um título mundial da WWE e o segundo mexico-americano a ganhar o título de pesos-pesados. Depois desta vitória, Chavo Guerrero Jr., Vickie Guerrero e o seu amigo Chris Benoit, deram os parabéns a Rey por ter ganho o tão desejado título.
No dia 7 de Abril, Mysterio fez a sua primeira defesa de título contra Randy Orton em um combate extraordinário em que Rey saiu vencedor. No dia 28 de Abril, Rey Mysterio defendeu o seu título contra Kurt Angle em uma desforra da WrestleMania pelo título de pesos-pesados. Manteve o seu título.

#### Feud com Chavo
No Great American Bash 2006, Mysterio perdeu o seu título para King Booker, devido ao fato do seu ex-amigo Chavo Guerrero lhe ter acertado com uma cadeira no crânio. Rey Mysterio perdeu o seu título no mesmo local onde Eddie Guerrero teve o seu último combate.
Rey Mysterio encontrava-se num "I quit match" vs. Chavo Guerrero, mas teve de se retirar para ser operado ao joelho esquerdo. A operação realizou-se dia 8 de Novembro e foi um sucesso.

#### O Regresso
Rey apareceu dia 23 de fevereiro de 2007 na SmackDown para anunciar o seu regresso, infelizmente foi atacado por Umaga a mando de Vince McMahon mesmo assim se recuperou aplicou um 619 em Umaga que o fez ser levado de maca.
Mais tarde, Rey anunciou o seu regresso no The Great American Bash, mas deixou para mais tarde para deixar acabar a feud entre Kane e Edge por causa do World Heavyweight Title e tentar adiar o seu regresso por volta do SummerSlammas nao conseguiram.
No SummerSlam, Mysterio lutou tendo uma feud contra Chavo Guerrero no qual obteve a vitória. No dia 31 de Agosto de 2007, Rey Mysterio voltara a SmackDown.
No sua luta na SmackDown, Rey Mysterio tornou-se o candidato principal ao World Heavyweight Title, título que estava nas mãos de The Great Khali. No qual venceu.

#### No Mercy
No dia 21 de Setembro, Rey Mysterio tinha uma entrevista marcada com Michael Cole. Cole diz que teve a segundos de ganhar o World Heavyweight Championship. E Rey Mysterio respondeu que teve a segundos mas não venceu e deu os parabéns ao seu melhor amigo, Batista. Michael Cole depois pergunta-lhe como foi o que tempo que esteve fora dos ringues, o que sentiu quando Chavo Guerrero o traiu e fez com que perdesse o World Heavyweight Championship. Depois, JBL interrompe a entrevista e começa a insultar Rey Mysterio, dizendo que ele é uma desgraça para a SmackDown, diz que Rey Mysterio é um coitadinho com tatos; Rey responde dizendo que nao concorda com JBL, este diz que foi ele quem o pôs fora dos ringues e que estava pronto para voltar a enfrentar JBL; este diz que o contrato não é de lutador mas sim de comentador, nisto aparece Finlay e ataca Rey Mysterio com a massa. Durante a semana, a General Manager Vickie Guerrero marcou uma luta no No Mercy e aí começa a rivalidade entre Finlay e Rey Mysterio. Na semana seguinte foi JBL fazer uma entrevista a Rey Mysterio. Rey Mysterio zangou-se e deu um 619 em JBL, Finlay voltou a aparecer e atacá-lo com a massa. Na semana seguinte, Rey Mysterio ia lutar contra The Great Khali no maior evento da SmackDown na qual aquele (Rey) havia ganho por desqualificação de seu oponente, pois este, Finlay entrou no ringue e começou a bater em Rey Mysterio com a ajuda de The Great Khali e apareceu The Animal Batista para proteger o seu amigo Rey Mysterio.

#### Friday Night SmackDown

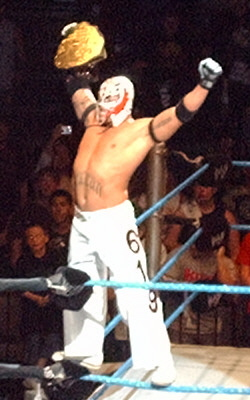
Rey Mysterio enquanto Campeão Mundial de Pesos-Pesados

Rey Mysterio lutou no maior evento da SmackDown contra Finlay para ver quem ia lutar contra Batista no Cyber Sunday pelo World Heavyweight Championship. Rey Mysterio e Finlay empurraram o arbitro sem querer e a luta acabou por DQ. Sem mais nem menos fica tudo escuro e ouve-se a música de The Undertaker. Depois fica tudo claro e o DeadMan entrou no meio do ringue com Rey Mysterio e Finlay. No chão, vira-se para Batista, põe as maos na cintura e diz que queria lutar pelo World Heavyweight Championship no Cyber Sunday.

#### 2008

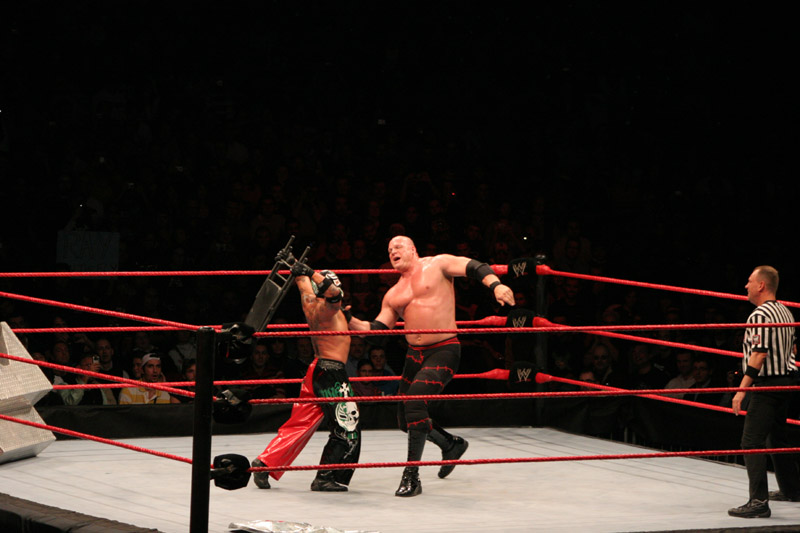
Rey Mysterio em uma luta com Kane

Em 2008, antes de se machucar, Rey Mysterio teve algumas lutas contra Edge, em algumas delas ganhou e em outras por armação de Vickie Guerrero, perdeu. Foi anunciado na edição de 4 de Janeiro que Mysterio teria uma chance pelo World Heavyweight Championship no Royal Rumble 2008. No entanto, acabou perdendo a luta para o ex-campeão, Edge.

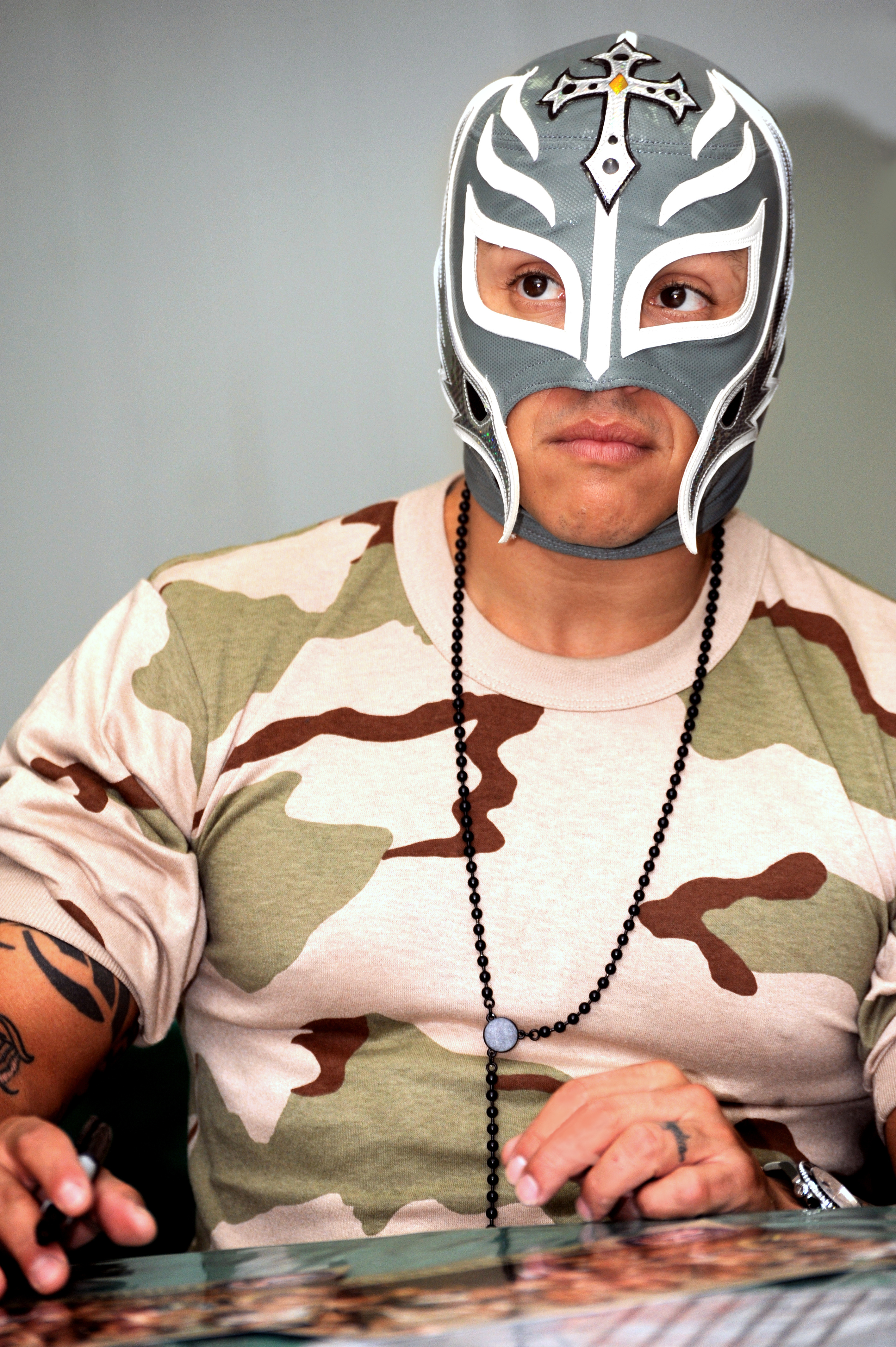
Rey Mysterio assinando autógrafos para Soldados Americanos

No site oficial da WWE, WWE.com, foi anunciado em 14 de Fevereiro que Mysterio teria sofrido uma lesão no bíceps. Apesar de lesão, Mysterio foi determinado a enfrentar Edge no No Way Out, quando Edge transformou o 619 em um Spear e venceu a luta.
Em sua última participação no programa, disse que não iria participar do WrestleMania XXIV, e então Vickie entrou em cena e mandou Chavo Guerrero atacá-lo. Mesmo machucado, Mysterio lutou e ganhou até que Vickie, depois da derrota de Chavo, chamou Big Show, que derrubou e pisou em cima do braço machucado de Mysterio que saiu e até o dia 21 de março de 2008 não voltou.
No draft de 2008, foi transferido da SmackDown para a RAW, onde venceu facilmente Santino Marella em sua primeira luta. Em um episódio da RAW, Kane estava com um saco e tirou o que tinha de dentro. Todos esperavam ser a volta do Kane Masked, mas não foi. Era a máscara de Mysterio.
No Unforgiven de 2008, Mysterio substituiu John Cena, no Championship scramble pelo World Heavyweight Championship, que terminou com a vitória de Chris Jericho.

#### 2009
Rey apareceu pela primeira vez em 2009 na Royal Rumble Match do evento de 2009, sendo o primeiro dos trinta lutadores a entrar. No ringue, eliminou Mark Henry, mas acabou sendo eliminado por The Big Show. Em fevereiro, Mysterio garantiu vaga para uma Elimination Chamber no No Way Out, onde o mesmo entrou por primeiro e conseguiu eliminar Chris Jericho. Sobrou junto com Edge, na qual quem vencesse teria posse do World Heavyweight Championship.
Edge, que tinha perdido o título no início da noite para Triple H, conseguiu fazer o pin fall em Mysterio. Na RAW seguinte, Mysterio derrota Mike Knox por pinfall
No WrestleMania XXV derrotou John Layfield com 21 segundos de luta pelo WWE Intercontinental Championship. Bradshaw se demitiu logo após a sua derrota, portanto, pode se dizer que Mysterio acabou com a carreira de JBL.
No WWE Draft em 13 de abril, Rey Mysterio foi transferido da RAW para a SmackDown.
No Extreme Rules lutou em uma No Holds Barred Match contra Chris Jericho, ele não só perdeu seu WWE Intercontinental Championship como foi desmascarado por Y2J.
No The Bash, Mysterio lutava com Jericho pelo Intercontinental Championship. Qualdo ele foi dar um 619, Jericho tirou sua máscara, mas o que ele não sabia é que havia outra por debaixo desta. Mysterio executou o 619 e ganhou a luta por pinfall. Rey Mysterio se torna o novo Intercontinental Champion. No Nigth Of Champions Rey Mysterio vence a luta contra Dolph Zigller.
No SmackDown Rey lutou contra John Morrison pelo Intercontinental Championship, no qual Rey perde.
No evento Hell In A Cell, Rey se junta com Batista para lutar contra Chris Jericho e Big Show pelo Unified Tag Team Championship mas,sem sucesso.
No entanto,no próximo PPV tentou recuperar o World Heavyweight Championship,contra Undertaker,CM Punk e Batista mas não conseguiu depois de Undertaker ter ganhado, Batista atacou o Mysterio e terá um combate no próximo PPV que será : Batista Vs Rey Mysterio. Batista venceu com um spear, um spinebuster, três batista bombs, até que rey ficou sem condições de lutar. Depois, Batista lhe aplicou outro Spine Buster, mas desta vez sobre uma cadeira de aço. Rey teve de ser retirado do ring por uma equipe médica, com o pescoço imoblizado. A luta valia uma oportunidade pelo World Heavyweight Championship.Na Friday Night Smackdown do dia 18 de Dezembro, Rey venceu Batista por Pin, era uma luta Number 1 Contender para o World Heavyweight Championship.

#### 2010
Rey Mysterio iria lutar contra The Undertaker pelo cinturão, no dia da luta Rey Mysterio perdeu por DQ porque Batista entrou batendo em Rey Mysterio depois em Undertaker mas, Rey nao parou por ai e deu um 619 em Undertaker quando Batista veio atacar Rey ele revidou com outro 619 e depois saiu do ringue.

Então na Friday Night Smackdown no Beat The Clock Mysterio venceu Jericho faltando um segundo e na luta entre Batista vs R-Truth Rey interrompeu para ficar no empate e Rey seria novamente o adversário de Undertaker.
Porém apareceu Vickie Guerrero dizendo que Rey iria lutar novamente contra Batista na outra semana. Dia 8 de janeiro de 2010 Rey Mysterio enfrentou Batista.
Quando Batista ia fazer seu golpe tradicional(Batista Bomb)tudo se apaga e quando se acende Rey e Batista no chão e continua a luta quando Rey ia fazer seu 619, estava quase completando e tudo se apaga de novo e os dois lutadores no chão e a luta termina em No Contest. Na semana seguinte é marcada uma Steel Cage Match entre Rey Mysterio e Batista para definir quem enfrentará Undertaker pelo World Heavyweight Championship no Royal Rumble. Rey Mysterio vence assim se tornando o #1 Contender pelo World Heavyweight Championship no Royal Rumble contra Undertaker.Em um episódio da Smackdown Rey Mysterio faz um discurso dizendo que iria ganhar o cinturão quando se apaga as luzes e aparece Undertaker. Este fala que Rey não tem chance, e vai fazer Rey Mysterio descansar em paz.
Quando Rey sai do ringue chama  Undertaker várias vezes, quando Undertaker vira para o ringue Rey Mysterio é atacado por Batista, este
faz um Batista Bomb em Rey Mysterio.
No Royal Rumble (31 de janeiro de 2010) Rey Mysterio perde para Undertaker. Depois de aplicar dois 619 na corda, no segundo Rey não conseguiu completar então Undertaker aplica um chokeslam e joga Rey no chão e vence a luta e fica com o cinturão World Heavyweight Championship.Depois disso Rey Misterio lutou contra dolph ziggler pela classificação para o elimination chamber match no no way out de 2010.No dia 12 de fevereiro de 2010 rey misterio lutou contra CM Punk, Punk ia fazer um GTS ( Go to Sleep ) mais Mysterio fez um Rana Pin e ganhou a luta mas infelizmente foi atacado por punk com um GTS depois da luta.

No penúltimo episódio de  Smackdown antes do WrestleMania XXVI a filha de mysterio fez aniversário.Para comemorar, Rey levou sua família para o ringue e cantou parabéns a sua filha. Porém CM Punk apareceu e desafiou mysterio para uma partida no WrestleMania XXVI , na frente de sua família.Enquanto isso,sua filha chorava por causa do medo de Punk.

No último Smackdown Rey aceitou o desafio.Então foi anunciado que a WrestleMania XXVI teria uma street fight match CM Punk vs. Rey Mysterio. Se Mysterio perder,se tornaria membro da Straight Edge
Society,querendo ou não. Porem, Rey venceu a luta após um 619,uma grande luta válida pelo Wrestlemania. No Extreme Rules Rey enfrentou novamente CM Punk(se CM Punk perdesse iria cortar o cabelo), mas Rey Mysterio acabou perdendo. Agora Rey Mysterio irá lutar contra CM Punk no PPV WWE Over the Limit se Mysterio perder, ele terá que juntar-se aos SES (Straight Edge Society)e se Mysterio ganhar, o cabelo de CM Punk irá ser cortado por Mysterio.
Ele sai vitorioso do combate e logo em seguida entra o grupo SES (Straight Edge Society)no ringue bate em Rey só que entra Kane com a algema, separa a briga, coloca Cm Punk na corda e Rey dá o 619 e corta o cabelo do CM Punk e o faz ter 13 pontos na cabeça com muito sangue!

No SmackDown do dia 28 de maio, Rey disputou com Undertaker a última vaga para a disputa do World Heavywheight Championship no evento WWE Fatal 4 Way.Undertaker foi o vitorioso, mas saiu com o nariz lesionado por Rey, não podendo dessa forma participar do evento.

No SmackDown da semana seguinte, foi realizada uma Battle Royal que foi vencida por Rey. Assim Rey enfrentou The Big Show, CM Punk e o campeão da época Jack Swagger. Mysterio venceu a luta ,voltando assim, depois de 4 anos a reinar como World Heavyweight Champion. No entanto, não durou muito, no PPV Money in the Bank, Kane, que vencera a Ladder Match do Smackdown, usou o direito de luta para o campeão Rey, que defendeu com sucesso contra Jack Swagger, mas não obteve o mesmo êxito contra Kane. Rey conseguiu, após uma 2 out 3 Falls Match o direito de enfrentar Kane novamente, no SummerSlam, pelo World Heavyweight Championship.No SummerSlam, Rey luta contra Kane, mas perdeu após um Chokeslam, depois da luta, Kane tentou colocar Rey no caixão, Rey ataca ele com chutes, mas não foi o suficiente até que Kane aplica o Tombstone Piledriver em Rey. Quando Kane foi abrir o caixão, aparece Undertaker, depois ele pergunta para Rey sobre o ataque, Rey diz que era inocente, mesmo assim, Undertaker levanta ele tentando aplicar o Chokeslam, mas ele soltou ele e fez o sinal " Descanse em Paz" e tentou novamente o Chokeslam contra Kane, mas Kane aplica o Tombstone Piledriver em Undertaker, deixando nocauteado.Na Smackdown, Rey luta novamente contra Kane em uma No Desqualification Match e perdeu, depois da luta, Alberto Del Rio ataca-o e deixou-o com o ombro lesionado. Rey ficou um tempo de recuperação até o dia 1° de setembro. Nesse dia, ele voltou e tentou atacar Alberto Del Rio e ele fugiu, mas  Rey atacou o apresentador de Alberto com o 619.
No Bragging Rights, Rey mysterio participa do time smackdown(Edge, Big Show, Alberto del Rio, Kofi Kingston, Jack Swagger e Tyler Reks), contra time do raw( Sheamus, The Miz, Cm Punk, Ezekiel Jackson, R-Truth, John Morrison e Santino Marella). Rey Mysterio ficou até o final junto com Edge e venceram em Ezekiel Jackson e The Miz.
Agora,no Survivor Series,enfrentará o Time Del Rio contra o seu time,Time Mysterio.
Time Mysterio vence Time Del rio no Survivor series 2010 .
No PPV TLC, Rey compete pelo WHC Title em uma Fatal Four Way TLC match, contra o campeão Kane, Edge e Alberto Del Rio. O Rated-R Superstar(Edge) vence a luta.

### Raw e Feud com R-Truth
Em 2011 Rey Mysterio entrou numa feud com Cody Rhodes após quebrar o seu nariz (kayfabe) afastando-o dos ringues, impossibilitando o mesmo de participar da Royal Rumble 2011 e também da Elimination Chamber. Após isso o WWE Hall of Famer Dusty Rhodes fez uma promo com Cody a atacar Rey Mysterio. Na semana seguinte foi marcada uma single match na Wrestlemania XXVII entre Cody Rhodes e Rey Mysterio, que Rey acabou por perder. Na RAW posterior a Wrestlemania, Rey fez dupla com Randy Orton para sair vencedor em uma tag team match contra Cody Rhodes e CM Punk. A Feud entre os dois continuou após uma série de ataques e durante o SmackDown do dia 23 de abril foi marcado um embate Falls Count Anywhere para o PPV Extreme Rules 2011.
No Extreme Rules Rey Mysterio derrotou Cody Rhodes na Falls Count Anywhere.
No WWE Draft em 25 de abril de 2011 Rey Mysterio foi draftado do SmackDown para o Raw.
Em sua estréia na Raw (02/05/2011), Rey fez parceria com Kofi Kingston para vencer Jack Swagger e Drew McIntyre, depois de uma combinação de Trouble in Paradise seguido de um 619. Ao acabar a luta Rey aplicou um Drop Kick em Alberto Del Rio (que tentou ataca-lo após a luta).
Na semana seguinte , Rey lutou contra CM Punk e perdeu após ser nocauteado com um chute na cabeça.Rey pede uma rematch contra CM Punk e ganha. Na semana seguinte, Rey luta contra Christian da Smackdown e ganha por DQ, mas Christian continua batendo em Rey e executa o  Killswitch.
Por causa do general manager da RAW ter botado ele para o number 1 contender para o WWE championship ao invés de R-Truth, ele fica zangado e depois da luta do #1 contender,R-Truth ataca Rey dentro do ringue.Rey Mysterio foi convocado pra lutar com John Cena contra R-Truth e CM Punk, e sai vitorioso do combate.Depois Rey ganha uma luta com R-Truth no Over The Limit.Rey acaba ganhando por DQ,pois R-Truth bateu em Rey com uma garrafa d'agua, depois R-Truth usa seu finisher contra Rey Mysterio.

### Campeão da WWE e Lesão

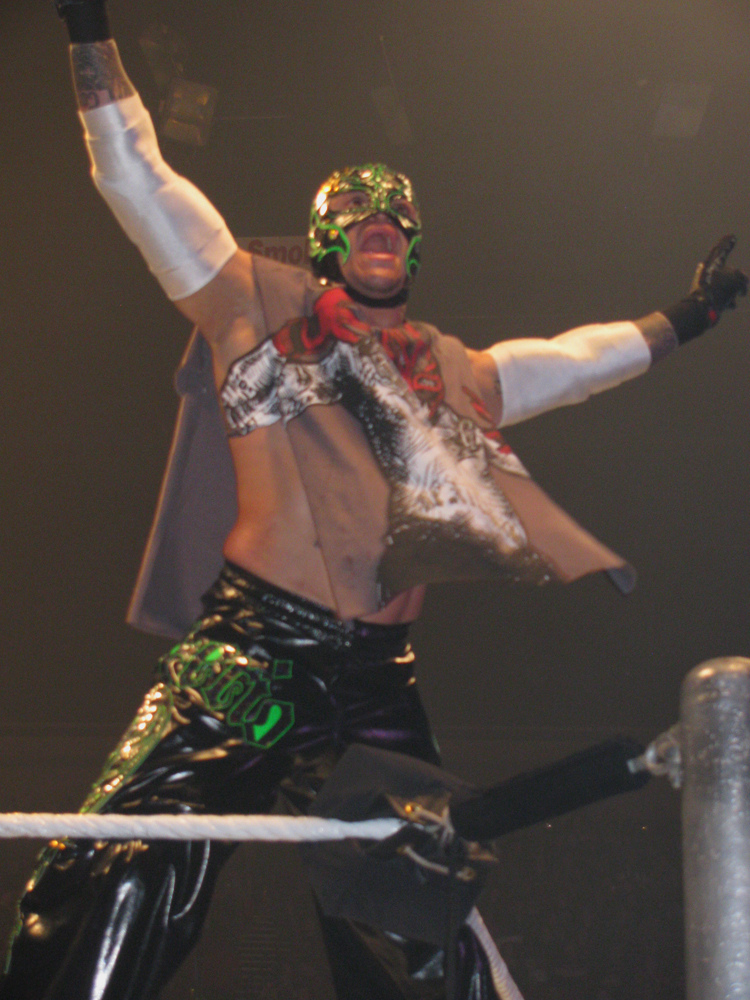
Rey Mysterio em 2011

Pela primeira vez, Rey Mysterio vence o WWE Championship , num torneio eliminátorio, já que CM Punk deixou o título vago, após sua saída. Mysterio passou por Dolph Ziggler,R-Truth e por fim venceu The Miz com um 619 e um Splash. Alberto Del Rio tentou fazer seu cash-in do Money In The Bank, mas não conseguiu, deixando Mysterio com o título. Mas no mesmo dia em que ganhou o título, ele foi derrotado por John Cena, assim perdendo seu título.
Durante uma house show Rey se lesionou,após um ataque de Alberto Del Rio.

### Segunda suspensão & Retorno
No dia 13 de Fevereiro, foi realizado o WWE Raw em que Mysterio apareceu nos backstage para rever os colegas de trabalho, o lutador foi submetido ao um exame anti-drogas surpresa da WWE onde foi suspenso pela companhia por violar pela segunda vez a política do bem-estar da companhia, tendo sua suspensão revelada apenas na última semana de abril de 2012.
Segundo uma grande fonte internacional, o lutador foi pego no exame por utilizar Anfetaminas, que nada mais é um estimulante que aumenta a pressão sanguínea, pressão cardíaca além de reduzir o apetite.
Após ser pego no teste, a direção da WWE teve uma conversa com o lutador onde revelou que estava utilizando com o intuito de emagrecer, já que a substância tem como uma das funções, reduzir o apetite. Na reunião, o lutador pediu para que sua suspensão fosse revelada apenas no momento que poderia retornar aos ringues.
Alguns dias antes, os oficiais ligaram-lhe e perguntaram-lhe quando é que estaria pronto para regressar, ao que respondeu que podia voltar em Junho. Contudo, os oficiais informaram-no de que teria de esperar mais um mês, pois seria suspenso por 60 dias, além disso, o mesmo foi retirado da viagem que iria fazer ao Japão para fazer uma promoção da WWE no país, sendo substituído por Alberto Del Rio.
Ele retornou no Raw em 16 de julho atacando Alberto Del Rio, Mysterio voltou a lutar por titulos  no SummerSlam (2012) contra The Miz pelo WWE Intercontinental Championship, mas perdeu.

### Nos ringues em 2012 , 2013 e 2014
Infelizmente, não demorou muito para Mysterio agravar uma lesão persistente no joelho , deixando a maravilha mascarada com nenhuma escolha mas para ter mais tempo fora do ringue para se recuperar. Ele fez o seu regresso antecipando a ação ainda mais bem-vindo na edição de 18 de novembro de Raw , quando Mysterio surpreendeu um WWE Universe exultante para ajudar CM Punk, Daniel Bryan,The Usos & The Rhodes Brothers a afastar a família Wyatt & The Shield.
Embora ele estava mais do que pronto para a batalha em uma Tag tradicional Survivor Series Elimination Team Match , na semana seguinte , The Ultimate Underdog e sua equipe caiu pouco antes da vitória. No entanto, por ser o último homem na sua equipe ser eliminada, Rey Mysterio conseguiu enviar uma mensagem: Que ele está pronto para voar de novo , e acesso discado o 619 em qualquer momento . Na noite seguinte na Raw , Mysterio , Cody Rhodes & Goldust caiu para The Shield .
Em uma edição especial de Ação de Graças da SmackDown, Mysterio ajudou a sua equipe conseguir a vitória em um 12 -Man Tag Team confronto com um 619 - misturado com um GTS de CM Punk - a expedição de Erik Rowan e acabar com o evento principal em estilo heróico.
Em dezembro, Mysterio encontrou-se parceria com Big Show para os jogos de tag no Raw e SmackDown. Na WWE TLC , o novo conjunto ficou aquém de um concurso de 4-Way Fatal para os WWE Tag Team Titles. No entanto, um voto WWE.com escolheu-os como o duo de desafiar WWE Tag Team Campeões Goldust e Cody Rhodes em uma partida não-título na edição de dezembro 16 de Raw. A dupla saiu vitorioso em uma partida cheia de respeito mútuo e de grande desportivismo .
Mysterio foi o competidor final para entrar na 2014 Royal Rumble Match no No. 30 , com duração de 2:10 antes de ser eliminado por Seth Rollins. Na WrestleMania XXX, Mysterio competiu no André the Giant Memorial Battle Royal , mas foi eliminado por Cesaro. Na noite seguinte, no Raw, Mysterio foi derrotado por Bad News Barrett, e essa foi sua última aparição no WWE.
Após isso, foi relatado que Mysterio iria se retirar do WWE, como aconteceu.
Mysterio retornou numa noite só para participar do Royal Rumble no ano de 2018 entrando como número 27 e sendo eliminado por Finn Bálor.

### Retorno para AAA (2015-2016)
No dia 03 de março de 2015 cinco dias depois após ser liberado da WWE, foi anunciado que Mysterio foi re-assinado pela AAA. Seu nome de ringue voltou a ser Rey Mysterio Jr. e ele iria se juntar com Myzteziz (antigo Sin Cara). Na sua estreia, Mysterio e Myzteziz enfrentaram Perro Aguayo Jr. e Pentágono Jr., e venceram. Na sua segunda luta, no dia 21 de março no AAA, Mysterio e Extreme Tiger venceram Manik e Aguayo, mas por conta de um acidente, Aguayo morreu de um trauma cervical no ringue, após Mysterio por ele nas cordas para aplicar um 619. No dia 24 de março, Mysterio, Myzteziz e El Patrón Alberto formaram o "Dream Team"  e derrotaram Johnny Mundo, Matt Hardy e Mr. Anderson.

### Retorno a WWE (2018-Atualmente)
Rey Mysterio regressou a WWE no dia 28 de janeiro de 2018, durante o evento PPV "Royal Rumble" com a entrada supresa de número 27. Sendo posteriormente eliminado por Finn Balor.

#### Campeão dos estados unidos e acontecimentos (2018)
Ele derrotou o campeão dos Estados Unidos Shinsuke Nakamura para se qualificar para a Copa do Mundo da WWE.
Durante a Copa do Mundo no evento Crown Jewel, Mysterio derrotou Randy Orton na primeira rodada, mas foi atacado por Orton após a partida.  Mais tarde, Mysterio perdeu para o The Miz nas meias-finais.No episódio de 6 de novembro do SmackDown Live, Mysterio derrotou Andrade "Cien" Almas para se qualificar para o Team SmackDown em uma partida de eliminação 5 contra 5 da série Survivor na Survivor Series. Na semana seguinte, o co-capitão da equipe, The Miz, sugeriu que Mysterio fosse removido da equipe. Sua sugestão surgiu de Mysterio derrotá-lo no SmackDown Live, algumas semanas antes. Mysterio enfrentou o Miz naquela noite, derrotando-o para permanecer no time.  No evento, Mysterio eliminou Finn Bálor antes de ser eliminado por Braun Strowman, e o Team SmackDown finalmente perdeu para o Team Raw. Duas noites depois, no SmackDown Live, Mysterio perdeu para Randy Orton. Após a partida, Orton atacou Mysterio com uma cadeira, além de arrancar a máscara de Mysterio do rosto.  Os dois lutaram na semana seguinte, com Orton na vantagem.  No TLC: Tables, Ladders & Chairs, Mysterio venceu Orton em uma partida de Chairs.  Mysterio entrou no jogo Royal Rumble em # 25 no evento homônimo, mas foi eliminado por Orton. Mysterio não conseguiu vencer o Campeonato dos Estados Unidos em Fastlane de uma maneira fatal, onde Samoa Joe se manteve em uma partida envolvendo R-Truth e Andrade. Na edição de 12 de março do SmackDown Live, Mysterio derrotou Joe em uma luta de tag team, o que levou a Mysterio a ganhar uma oportunidade no Campeonato dos Estados Unidos contra Joe na WrestleMania 35, onde foi derrotado por Joe. Durante o Shake-up da WWE Superstar de 2019, Mysterio foi convocado para Raw. No Money in the Bank, em 19 de maio, Mysterio derrotou Joe para ganhar seu primeiro Campeonato dos Estados Unidos, tornando-se o vigésimo primeiro campeão de Grand Slam da WWE no processo.  Duas semanas depois, no Raw, Mysterio anunciou que iria abandonar o título na semana seguinte devido a uma lesão devido a uma derrota pós Joe por Joe.

#### Perseguições pelo Campeonato Mundial (2019)
Mysterio retornou na edição de 8 de julho do Raw e lançou um desafio aberto que foi aceito por Bobby Lashley, onde foi derrotado por ele e também sofreu um ataque pós-partida de Lashley. Em agosto, Mysterio provocou sua aposentadoria devido a várias perdas e lesões, com o filho tentando convencê-lo a não desistir.
Na edição de 30 de setembro da Raw, Mysterio estava destinado a enfrentar Seth Rollins em uma partida pelo Campeonato Universal, que ele ganhou recentemente ao vencer uma partida multi-homem. No entanto, ele foi recebido por Brock Lesnar e Paul Heyman, e Lesnar atacou Mysterio. Ele então derrotou Dominick, que estava na primeira fila, resultando em uma lesão na história do último.  Em 4 de outubro, o episódio de estréia de SmackDown na Fox, Mysterio ajudou a estréia de Cain Velasquez para atacar Lesnar após a vitória no último WWE Championship.  Mysterio, Velasquez e Lesnar continuaram com a história de lesões de Dominick, levando à partida da Jewel Jewel pelo WWE Championship em 31 de outubro.  Depois de derrotar Velasquez na Crown Jewel, Mysterio atacou Lesnar com uma cadeira de aço. Isso levou Lesnar a deixar a marca SmackDown no episódio de 1 de novembro de SmackDown para que ele pudesse desafiar a estrela do RAW Mysterio. No episódio de 4 de novembro da RAW, depois de causar destruição em sua tentativa de encontrar Mysterio, Mysterio surpreendeu Lesnar e o atacou com um cano de aço. Mysterio prometeu que se vingaria dos ataques de Lesnar a seu filho Dominick e levaria a única coisa que Lesnar se importa na Survivor Series, o WWE Championship. Rey Mysterio acabou perdendo para Brock Lesnar, porém com a ajuda de seu filho deixou um momento lendário para a historia da WWE, aplicando um Double 619, posteriormente, perdeu por contagem.
Apos o Survivor Series, No RAW - Novo United States Champion
No dia 25 de Novembro, Rey Mysterio participou de uma chave com 4 lutadores, num Fatal 4 Way para desafinar o campeão Aj Styles. Os combatentes eram Rey Mysterio, Ricochet, Randy Orton e Drew McIntyre. Rey Mysterio saiu vitorioso do combate e logo em seguida já desafiou o campeão e destronando Styles para dar início a um segundo reinado como campeão dos Estados Unidos.

Rivalidade com Seth Rollins
No começo de 2020, Rey Mysterio se tornou alvo dos ataques de Seth Rollins - o agora auto-intitulado "Monday Night Messiah" ("Messias das Noites de Segundas-Feiras). Seth Rollins, em um surto psicótico, brutalizou Mysterio e colocou seu rosto contra os degraus de uma das escadas de ferro que circundam o ringue. Seth pressionou o rosto de Rey contra a escadaria, cegando-o do olho direito. O filho de Rey Mysterio, Rey ficou semanas fora de ação e com o futuro de sua carreira incerto, enquanto Seth repetia que o que ele fez foi "pelo bem maior".

## No Wrestling
Movimentos de finalização

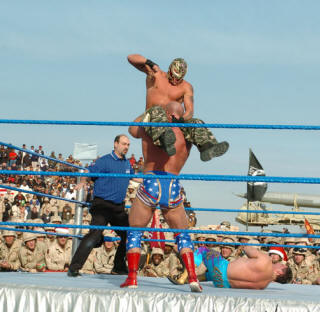
Rey Mysterio preparando um Hurricanrana em Kurt Angle.

- 619 (Tiger Feint Kick) – 2001–presente
- Frog Splash – 2005–presente; tornou-se finisher de 2016–presente; adotado e utilizado como homenagem a Eddie Guerrero
- Diving Body Splash – 2007–presente
- West Coast Pop (Springboard Hurricanrana Pin) – década de 90–presente; utilizado raramente nos dias atuais

Movimentos secundários
- Avalanche Hurricanrana (as vezes invertida) – movimento regular; utilizado como finalizador na WCW
- Droppin' Da Dime (Springboard Legdrop) – movimento regular; utilizado como finalizador de 2004–2006
- Springboard Seated Senton
- Wheelbarrow Bulldog (as vezes da corda superior)
- Flip Piledriver (as vezes pulando da corda superior) – 2015–presente; movimento regular; utilizado como finalizador na AAA e na Lucha Underground
- Mysterio-Rana (Twisting Hurricanrana) – Mysterio pula no ombro do oponente, gira e aplica um hurricanrana
- Mysterio Express (Leg-trap Sunset Flip Powerbomb)
- Tilt-A-Whirl Headscissors Takedown
- Satellite DDT (Tilt-A-Whirl DDT)
- Springboard Moonsault DDT – WCW / WCPW (2017)
- Sliding Body Splash (as vezes com uma cadeira de aço) – 2012–presente
- Diving Hurricanrana
- Springboard Crossbody
- Sliding Arrabian Press
- Falling DDT
- Running Hurricanrana
- Swinging Tornado DDT
- Slinding Tornado DDT
- variações de chutes
  - Roundhouse Kick (com o oponente sentado)
  - Leg-feed Enzuigiri (chute circular com uma perna sendo segurada pelo oponente)
  - Hanging (segurando na corda do lado de fora do ringue e aplicando o chute)
  - Basement Dropkick
  - Dropkick
  - Canadian Destroyer
- variações de Moonsault
  - Split-legged
  - Asai
  - Diving (as vezes com o oponente em pé)
- Bronco Buster
- Guillotine Choke
- Air Mysterio (Hurricanrana com o oponente encostado em um dos corners pulando com a ajuda de uma cadeira de aço ou um parceiro de dupla) – ECW / WWE
- Guillotine Choke
- La Mística ("Tilt-A-Whirl Headscissors Takedown" passando no meio do movimento para um "single arm DDT floated over" terminando em um "Fujiwara Armbar")
- variações de Plancha
  - Corkscrew
  - Suicide
- Wheelbarrow Armdrag
- Dragonrana (Diving Somersault Hurricanrana Pin) – raramente utilizado na década de 90
- Crucifix Driver
- Battering Ram - utilizado por adversário bate cabeça
- Managers
  - Torrie Wilson (1999)
  - Tygress (2000 - 2001)
- Apelidos
  - "El Super Duper Niño" ("The Super Duper Kid") (ECW)
  - "The Technical Kid From San Diego" (ECW)
  - "Flying Fury" (WCW / WWE)
  - "The Giant Killer" (WCW)
  - "The Ultimate Underdog" (WWE)
  - "The Human Highlight Reel" (WCW / WWE)
  - "The Sensation" (WCW / WWE)
  - "The Firecracker" (WCW / WWE)
  - "The Master of the 619"[6] (WWE)
  - "The Biggest Little Man" (WWE)
  - "The Masked Maestro" (WWE)
- Temas de Entrada
  - "Sad but True" de Metallica (ECW; 1995–1996)
  - "March of Death" de Jimmy Hart (ECW/WCW; 1995–1998; 1999)
  - "Flying Fury" de Ill Harmonics (WCW; 1998–1999)
  - "Bow Wow Wow" de Konnan e Mad One (WCW; 1999; Usado enquanto parte dos Filthy Animals)
  - "Psyko" de Konnan e Mad One (WCW; 1999–2001; Usado enquanto parte dos Filthy Animals)
  - "619" de Jim Johnston e Chris Classic (WWE; 2002–2005)
  - "Booyaka 619" de Rey Mysterio e Mad One (WWE; 2005–2006)
  - "Booyaka 619" de P.O.D (WWE; 2006–Presente)

## Títulos e prêmios

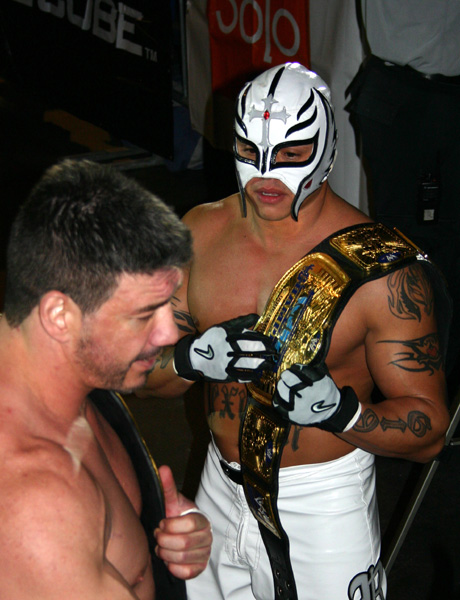
Rey e Eddie Guerrero como WWE Tag Team Champions.

- Asistencia Asesoría y Administración
  - Mexican National Trios Championship (1 vez)[86] - com Octagón e Super Muñeco
  - Mexican National Welterweight Championship[87] (1 vez)
  - AAA Hall da Fama (Classe de 2007)[88]

- Hollywood Heavyweight Wrestling
  - HHW Light Heavyweight Championship (1 vez)[89]

- International Wrestling All-Stars
  - IWAS Tag Team Championship (1 vez)[90] - com Konnan

- International Wrestling Council
  - International Wrestling Council World Middleweight Title (2 vezes)[91]

- Pro Wrestling Illustrated

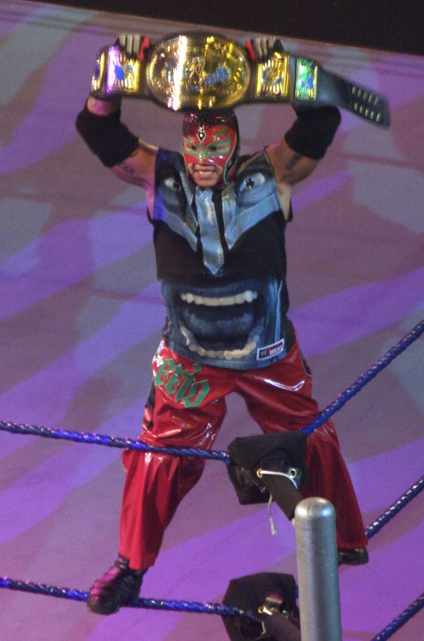
Rey Mysterio durante seu reinado como WWE Intercontinental Championship

  - Rey Mysterio durante seu reinado como WWE Intercontinental ChampionshipPWI o colocou como #4 dos 500 melhores wrestlers durante a PWI 500 de 1999.[92]
  - PWI o colocou como #6 dos 500 melhores wrestlers durante a PWI 500 de 2006.
  - PWI o colocou como #8 dos 500 melhores wrestlers durante a PWI 500 de 2011.
- Tijuana, México
  - Tijuana Hall da Fama (Classe de 2006)

- World Championship Wrestling
  - WCW Cruiserweight Championship (5 vezes)[22]
  - WCW World Tag Team Championship (3 vezes)[50] - com Billy Kidman, Juventud Guerrera e Konnan
  - WCW Cruiserweight Tag Team Championship (1 vez)[36] - com Billy Kidman
  - WCW Magazine Luta do Ano (1997)vs.Eddie Guerrero pelo WCW Cruiserweight Championship no WCW Halloween Havoc

- World Wrestling Association
  - WWA Lightweight Championship (3 vezes)[93]
  - WWA Tag Team Championship (1 vez)[94] - com Rey Mysterio
  - WWA Welterweight Championship (3 vezes)[95]

- World Wrestling Council
  - WWC World Junior Heavyweight Championship (1 vez)[96]

- World Wrestling Entertainment
  - WWE Championship[97] (1 vez)
  - World Heavyweight Championship[98] (2 vezes)
  - WWE Cruiserweight Championship (4 vezes)[22]
  - WWE Intercontinental Championship (2 vezes)[99][100]
  - WWE Tag Team Championship (4 vezes)[101] - com Edge, Rob Van Dam, Eddie Guerrero e Batista
  - WWE Smackdown Tag Team Championship (1 vez) - com Dominik Mysterio 
  - WWE United States Championship (3 vezes)
  - Vencedor do Royal Rumble (2006)[102]
  - 21º Triple Crown Champion
  - 21º Grand Slam Champion

- Wrestling Observer Newsletter
  - Melhor Movimento de Wrestling (1995)West Coast Pop
  - Jovem do Ano (1992)
  - Melhor Flying Wrestler (1995-1997, 2002-2004)
  - Maior Wrestler Fora do Ringue (1996)
  - Luta do Ano (2002)com Edge vs. Chris Benoit e Kurt Angle no No Mercy 2002
  - Rivalidade do Ano (2008)vs. Kane
  - Wrestling Observer Newsletter Hall of Fame (Classe de 2010)

### Lutas de Apostas
| Aposta               | Vencedor                | Perdedor              | Localidade             | Data                    | Notas           |
| -------------------- | ----------------------- | --------------------- | ---------------------- | ----------------------- | --------------- |
| Máscara              | Rey Mysterio            | Mr. Cóndor            | Acapulco, México       | 14 de agosto de 1992    | [ 103 ]         |
| Cabelo               | Rey Mysterio            | Rocco Valente         | Tampico, México        | 18 de outubro de 1992   | [ 103 ]         |
| Cabelo               | Rey Mysterio            | Tony Arce             | Acapulco, México       | 06 de novembro de 1992  | [ 103 ]         |
| Máscara              | Rey Mysterio            | El Bandido            | Querétaro, México      | 28 de maio de 1993      | [ 103 ]         |
| Cabelo               | Rey Mysterio            | Vulcano               | Monterrey, México      | 11 de setembro de 1993  | [ 103 ]         |
| Máscara              | Rey Mysterio            | Misterioso            | Tijuana, México        | 19 de dezembro de 1996  | [ 103 ] [ 104 ] |
| Máscara              | Rey Mysterio            | Eddie Guerrero        | Las Vegas, Nevada      | 26 de outubro de 1997   | [ 103 ]         |
| Máscara              | Kevin Nash e Scott Hall | Rey Mysterio e Konnan | Oakland, Califórnia    | 21 de fevereiro de 1999 | [ 103 ]         |
| Custodia de Dominick | Rey Mysterio            | Eddie Guerrero        | Washington, D.C.       | 21 de agosto de 2005    |                 |
| Título               | Rey Mysterio            | Chris Jericho         | Sacramento, Califórnia | 21 de junho de 2009     |                 |
| Cabelo               | Rey Mysterio            | CM Punk               | Detroit, Michigan      | 23 de maio de 2010      |                 |